# Vadbiológia
A vadbiológia alkalmazott ökológiai tudományterület, az állatökológia egy viszonylag jól meghatározható állatcsoporttal foglalkozó része, amelyet régebben (helytelenül) vadászati ökológia, újabban pedig vadökológia (wildlife ecology) néven is említenek. A vadállományok és környezetük kapcsolatait kutatja .
Az emberek jelentős része minden szabadon élő állatot vadnak gondol. A vadászati és természetvédelmi jogszabályok azonban meglehetősen éles határt húznak, és Magyarországon jogi értelemben csak a vadászható fajok minősülnek vadnak.
A Föld különböző részein a természeti adottságok, az adott társadalom kultúrája, a történeti hagyományok és a gazdasági feltételek határozzák meg, hogy mely vadon élő állatokat hasznosítják és tekintenek vadnak. Európában a vadgazdálkodás és a vadbiológia hagyományosan a vadászható emlősökkel és madarakkal foglalkozott, de az újabb felfogás a halakat kivéve már valamennyi szabadon élő gerinces kutatását idesorolja. Ennek a változásnak számos oka volt:
- A vadászható fajok köre az elmúlt évszázadban sokat változott, mivel egyes fajok elszaporodtak, mások pedig megfogyatkoztak. A csökkenő, esetenként veszélyeztetett fajok kutatása különösen sok figyelmet kapott, főleg helyzetük javítása érdekében. Ezek a vizsgálatok a vadvédelem és tágabb értelemben a természetvédelem megalapozói voltak.
- Európa országaiban a természeti adottságok nagyon eltérőek és így a vadászható fajok köre és a vadászat módszerei is nagyon változatosak. Egy faj ott, ahol vadászható, egyértelműen a szűken vett vadbiológia tárgya, máshol viszont állatökológiai vagy természetvédelmi kutatások foglalkozhatnak vele.
- Az emlősökön és madarakon kívül a világban számos más gerincest (kétéltűek és hüllők) vadásznak és csapdáznak, sőt gerinctelenek (például csigák, kagylók, rovarok) is fontos állati fehérjeforrások lehetnek. Ökológiai, módszertani szempontból ezek vizsgálata, védelmük vagy hasznosításuk megalapozása módszereiket tekintve nem válik el a vadászható fajoktól.

A vadbiológia sokrétű (multidiszciplináris), határterületi (interdiszciplináris) tudomány, melynek  céljai két fő csoportra oszthatók:
- -     - Tudományos célok: A vadállományok és a környezetük közötti kapcsolatok megismerése és megértése.
    - Gyakorlati célok: Az ismeretek alkalmazása a vadállományok megőrzése-védelme és bölcs használata érdekében, vagyis a tudományosan megalapozott, a vadállományok valós állapotához alkalmazkodó, tervszerű vadgazdálkodás feltételeinek megteremtése.

Az utóbbi évtizedekben a vadbiológiai kutatások a hagyományos területekről (például vadtakarmányozás, vadtenyésztés) áttevődtek az ökológiai területekre, az élőhely megőrzésének és javításának kérdéseire. Általában erősödik a vadgazdálkodók és a kutatók közötti kapcsolat, aminek alapja, hogy a tudományosan (is) képzett vadgazda alkalmazni tudja a tudományos eredményeket és tudományosan megfogható kérdéseket tud feltenni!